# T-Bull
T-Bull – polskie przedsiębiorstwo zajmujące się produkcją i wydawaniem gier mobilnych, założone w 2010 roku. Firma posiada swoją siedzibę we Wrocławiu.

## Historia
Firma została założona w 2010 roku przez Grzegorza Zwolińskiego, Damiana Fijałkowskiego oraz Radosława Łapczyńskiego. Początkowo studio zajmowało się produkcją gier mobilnych dedykowanych na platformę iOS, by niedługo później rozpocząć pracę nad wdrożeniem produktów na inne platformy: Android, BlackBerry OS, Windows Phone i inne. Obecnie T-Bull jest wydawcą ponad 170 gier na platformy mobilne Windows Phone, Android, iOS oraz BlackBerry. Do tej pory firma wyprodukowała i wydała ponad 170 aplikacji. T-Bull specjalizuje się w tworzeniu gier mobilnych opartych na modelu płatności Free-to-Play.
W sierpniu 2017 roku w oficjalnym komunikacie spółki podano, że łączna liczba pobrań wszystkich ich gier przekroczyła 250 milionów.

## Gry wyprodukowane przez T-Bull
| Gra                                                | Rok wydania | Platforma                                                        |
| -------------------------------------------------- | ----------- | ---------------------------------------------------------------- |
| Pirate Treasures                                   | 2011        | iOS                                                              |
| Pirate Riddle                                      | 2011        | iOS                                                              |
| Brain Eating Puzzle                                | 2011        | iOS                                                              |
| Speed Rush                                         | 2011        | iOS                                                              |
| X-Treme Egg Rush                                   | 2011        | iOS                                                              |
| FleasBee LIGHT                                     | 2012        | iOS                                                              |
| Clown                                              | 2012        | iOS                                                              |
| Tap Tap+                                           | 2012        | iOS                                                              |
| Kaleidoscope!!                                     | 2012        | iOS                                                              |
| Zombie!!                                           | 2012        | iOS                                                              |
| Voice!!                                            | 2012        | iOS                                                              |
| Crazy Cartoon: Jungle Animals Adventure            | 2012        | iOS                                                              |
| Football$ (Soccer for Mobile)                      | 2012        | iOS                                                              |
| Penalty: Football Championship (Soccer)            | 2012        | iOS                                                              |
| Greek Puzzle: Match 3 Tiles                        | 2013        | iOS, Android                                                     |
| Football League: Best Soccer                       | 2013        | Android                                                          |
| Drift & Speed: Xtreme Fast Cars & Racing Simulator | 2013        | Android                                                          |
| Real Need for Racing Speed Car                     | 2013        | Android                                                          |
| Real Car Speed: Need for Racer                     | 2013        | iOS, Android, Microsoft Windows                                  |
| Szybkie Wyścigi: Gra Wyścigowa                     | 2013        | Android                                                          |
| Call of Combat: FPS Shooting                       | 2014        | iOS                                                              |
| Combat Trigger: Modern Gun & Top FPS Shooting Game | 2014        | Android                                                          |
| Real Race: Speed Cars & Fast Racing 3D             | 2014        | iOS, Android                                                     |
| High Speed Race: Racing Need                       | 2014        | iOS, Android                                                     |
| Traffic: Illegal & Fast Highway Racing 5           | 2014        | iOS, Android                                                     |
| American Football 2019                             | 2014        | iOS, Android                                                     |
| Soccer Real Cup: Flick Football World Kick League  | 2014        | Microsoft Phone                                                  |
| Racing 3D: Top Furious Driver                      | 2014        | iOS, Microsoft Windows                                           |
| Speed Racing: Drift & Nitro 3D                     | 2014        | iOS                                                              |
| Dead Earth: Combat Shooter 3D                      | 2014        | iOS                                                              |
| Penalty Kick: Soccer Football                      | 2015        | Android                                                          |
| Pool: 8 Ball Billiards Snooker                     | 2015        | iOS, Android, Microsoft Windows, Windows Phone                   |
| ZOMBIE Beyond Terror                               | 2015        | iOS, Android                                                     |
| Top Speed                                          | 2015        | iOS, Android, Microsoft Windows, Microsoft Phone, macOS, AppleTV |
| Top Bike                                           | 2015        | iOS, Android, Microsoft Windows, Microsoft Phone                 |
| Top Boat                                           | 2016        | iOS, Android, Microsoft Windows, Microsoft Phone                 |
| Road Racing                                        | 2016        | iOS, Android, Microsoft Phone                                    |
| Moto Rider GO: Highway Traffic                     | 2016        | iOS, Android, Microsoft Windows, Microsoft Phone                 |
| Soccer Mobile League 16                            | 2016        | Android                                                          |
| Drag Rivals 3D                                     | 2017        | Android                                                          |
| Poker World: Online Casino Games                   | 2017        | iOS, Android                                                     |
| Gra Piłkarska: Piłka Nożna 17                      | 2017        | Android                                                          |
| World Football Mobile: Real Cup Soccer 2017        | 2017        | Android                                                          |
| Racing Xtreme: Fast Rally Driver 3D                | 2017        | iOS, Android                                                     |
| Traffic Xtreme                                     | 2017        | Android                                                          |
| Football Champions: Penalty 17                     | 2017        | iOS                                                              |
| World Football Kick: Champions Cup 17              | 2017        | iOS                                                              |
| Moto Race 3D: Street Bike Racing Simulator 2018    | 2018        | Android                                                          |
| Tank Battle Heroes                                 | 2018        | iOS, Android, Microsoft Windows                                  |
| Tap Adventure Hero                                 | 2018        | Android                                                          |
| Idle Racing GO                                     | 2018        | iOS, Android, Microsoft Windows                                  |
| Racing Xtreme 2                                    | 2018        | Android                                                          |
| Angry Bears Clicker                                | 2019        | Android                                                          |
| Pool Clash: 8 Ball Billiards & Sports Games        | 2019        | Android                                                          |
| Best Sniper                                        | 2019        | iOS, Android                                                     |
| Bike Rider Mobile                                  | 2019        | Android                                                          |
| Racing Classics PRO                                | 2019        | Android, Microsoft Windows                                       |
| Top Speed 2                                        | 2019        | iOS, Android, Microsoft Windows                                  |
| Best Sniper: Shooting Hunter                       | 2020        | Android                                                          |
| Robots Battle Arena: Mech Shooter & Steel Warfare  | 2020        | Android                                                          |
| InfiniteCorp                                       | 2020        | iOS, Android, Microsoft Windows                                  |